# Мурамацу, Томоцугу
Томоцугу Мурамацу (30 января 1921, Маруко, уезд Тисагана, префектура Нагано (ныне в составе города Уэда) — 16 марта 2009) — японский поэт, учёный-литературовед, преподаватель, издатель и переводчик, исследователь японской поэзии хокку и русской классической литературы.
С 1944 года был учителем в начальных и средних школах в Нагано и Токио. В 1962 году поступил в колледж университета Тоё изучать японскую литературу, окончив его с учёной степенью в 1967 году. После окончания этого учебного заведения остался преподавать в нём, став ассоциированным профессором, затем полным профессором, позже эмеритом. В 1985 году получил премию от ассоциации поэтических критиков за работу о Мацуо Басё. Был также приглашённым профессором в ряде японских университетов. В 1987 году стал доктором литературоведения университета Тоё. Считался одним из крупнейших специалистов по поэзии хокку в Японии.
Свои поэтические произведения писал под псевдонимом «Кока». В апреле 2006 года основал поэтический журнал «Снег», в котором печатал стихотворения и переводы современных ему японских поэтов. Помимо хокку, занимался также исследованием и переводами русской классической литературы, а также литературоведческих статей российских учёных.